# الاتصالات في قرغيزستان
الاتصالات في قيرغيزستان، يتضمن الهواتف الثابتة والنقالة والإنترنت.

## سياسة الاتصالات
الهدف طويل المدى لاستراتيجية الحكومة لتكنولوجيا المعلومات والاتصالات هو مساهمة قطاع الاتصالات بنسبة 5 بالمئة في إجمالي الناتج المحلي بحلول العام 2010. [بحاجة لتحديث] كان من المتوقع أَن يؤدي إٍطلاق القمر الصناعي KazSat للاتصالات من كازاخستان في شهر يونيو من عام 2006 إلى تقليل اعتماد جميع دول آسيا الوسطى على أقمار الاتصالات الأوروبية والأمريكية، ومن المقرر إطلاق صاروخ KazSat الثاني في عام 2009. [بحاجة لتحديث]

## الهواتف
في أوائل العقد الأول من القرن الحادي والعشرين، استخدمت قيرغيزستان دعم الاستثمار الدولي لإعادة هيكلة نظام الاتصالات الخاص بها، والذي كان به 7.7 خط هاتف لكل 100 نسمة في عام 2002 و 1,100,000 هاتف خلوي قيد الاستخدام في عام 2007، وكجزء من عملية التحديث، حاولت الحكومة بيع الحصة الأغلبية في شركة الاتصالات المملوكة للدولة، Kyrgyztelecom للمزايدين الأجانب، وكانت شركات من روسيا والسويد وتركيا من المشترين المحتملين. ومع ذلك، في عام 2005 كان هناك ما يقدر بنحو 100,000 من المتقدمين ينتظرون تركيب خط هاتفي.
- نظام الهاتف:
  - محلي: مرحل راديو ميكروويف أساسي ؛ مزود خدمة خلوي واحد، ربما يقتصر على منطقة بيشكيك ؛
  - دولي: اتصالات مع بلدان رابطة الدول المستقلة الأخرى عن طريق خط أرضي أو مرحل راديو ميكروويف ومع بلدان أخرى عن طريق اتصالات مؤجرة مع مفتاح بوابة موسكو الدولي وعن طريق الأقمار الصناعية ؛ محطات أرضية ساتلية - 1 Intersputnik و 1 Intelsat ؛ متصلة دوليًا بخط الألياف الضوئية عبر آسيا وأوروبا (TAE).

## إنترنت

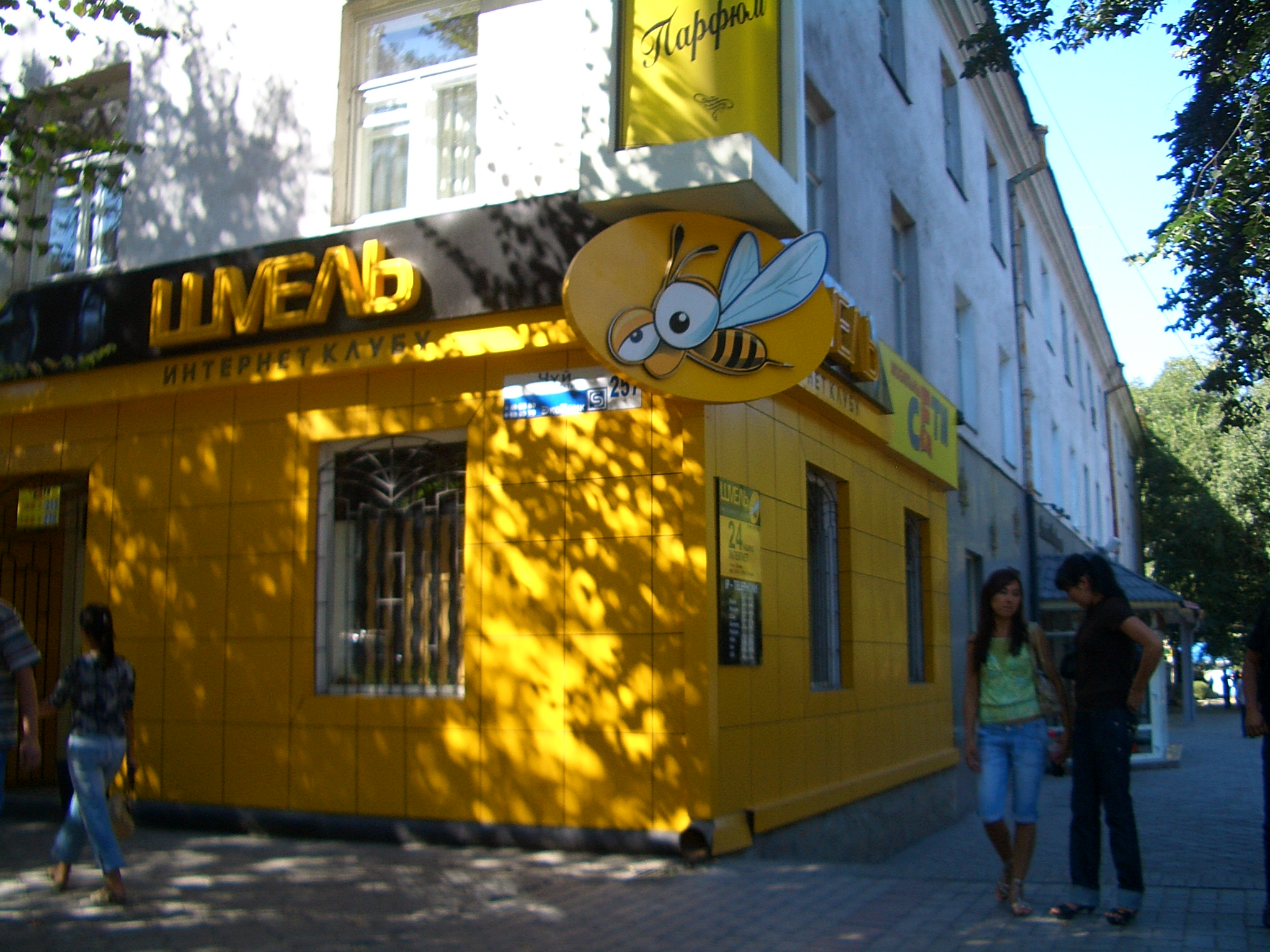
أحد مقاهي الإنترنت العديدة في بيشكيك

في أوائل العقد الأول من القرن الحادي والعشرين، استخدام الإنترنت توسع بشكل سريع، بين العامين 1999 و 2005 ، ازداد عدد المشتركين في الإنترنت من 3,000 إلى 263,000، في عام 2004 ، كان هناك حوالي 12,300 مضيف للإنترنت قيد الاستخدام. النطاق الأفضل والأعلى مستوى لرمز الدولة هو .kg.
تتوفر سرعات تحميل/تنزيل متقلبة من خلال xDSL عن طريق شركة الهاتف الحكومية Kyrgyz Telecom (تصل إلى 8 ميجابت / ثانية للوصلة الهابطة) ومزودي خدمات الإنترنت الخاصين (تصل إلى 10 ميجابت / ثانية للوصلة الهابطة)، عادة ما يكون هناك حد أقصى شهري لكمية البيانات المنقولة، مع وجود حدود قصوى منفصلة اعتمادًا على ما إذا كانت البيانات تبقى داخل قيرغيزستان أو تنتقل خارج الحدود. نادراً ما يقدم مزودوا خدمات الإنترنت الوصول إلى إنترنت واسعِ النطاق مع حركة مرور دوليِ غير محدودة إلى السوق بسعر أعلى بكثير، قد يرجع ذلك إلى عدم وجود سعة كافية في النطاق الترددي للإتصالات في البلاد.
يوفر مزودو خدمات الإنترنت الوصول إلى الإنترنت عن طريق خطوط الاتصال الأساسية عبر الأقمار الصناعية المرتبطة بروسيا وألمانيا وأوكرانيا وكازاخستان. هناك مشروع اتصالات رئيسي تحت الإنشاء - خط الألياف البصرية عبر آسيا وأوروبا، والذي يربط بين شنغهاي، الصين وفرانكفورت، ألمانيا، بسعة 622 ميجابت/ثانية، حيث أكملت قيرغيزستان الجزء الخاص بها. من المحتمل أن يؤثر إكمال هذا المشروع على أسعار الإنترنت ذات النطاق العريض في قيرغيزستان.
يوجد العديد من مزودي خدمة الإنترنت الذين يوفرون الوصول إلى الإنترنت واسع النطاق باستخدام تقنيات مختلفة مثل xDSL ،ISDN ،Leased Line و Ethernet. يشمل مقدمو خدمات الإنترنت في قيرغيزستان شركة Kyrgyz Telecom وElcat وAsiainfo وTransfer Ltd وTotel وMegaline وAknet وIntranet وSaima Telecom وMy4G وRikonet وAlaTV وExNET وIPSWICH.

### الرقابة على الإنترنت والمراقبة
كما تم إدراجها على أنها منخرطة في تصفية الإنترنت الإنتقائية في المجالات السياسية والإجتماعية وبالكاد يوجد أو لا يوجد على الإطلاق دليل على التصفية في مجالات الصراع / الأمن وأدوات الإنترنت من قبل مبادرة OpenNet (ONI) في ديسمبر 2010.
تدهور الوصول إلى الإنترنت في قيرغيزستان حيث أدت التوترات السياسية المتصاعدة إلى حالات أكثر تواتراً من ضوابط الجيلين الثاني والثالث، حيث أصبحت الحكومة أكثر حساسية حول تأثير الإنترنت على السياسة المحلية وسنت قوانين لتزيد من سلطتها لتنظيمِ القطاع.ِ 
أدى تحرير سوق الاتصالات السلكية واللاسلكية في قيرغيزستان إلى جعل الإنترنت في متناول غالبية السكان، ومع ذلك، فإن قيرغيزستان بلد محجوب فعليًا عن الإنترنت ويعتمد على شراء النطاق الترددي من كازاخستان وروسيا، لذا يتحول النظام الاستبدادي المتزايد في كازاخستان نحو ضوابط الإنترنت الأكثر تقييدًا، الأمر الذي يؤدي إلى حالات «التصفية الأولية» مؤثرةً على مزودي خدمة الإنترنت في قيرغيزستان.